# Cölestin Joseph Ganglbauer
Cölestin Joseph Ganglbauer, O.S.B., avstrijski rimskokatoliški duhovnik, škof in kardinal, * 20. avgust 1817, Schiedlberg-Thenstetten, † 14. december 1889.

## Življenjepis
25. avgusta 1842 je podal redovne zaobljube pri benediktincih in 22. julija 1843 je prejel duhovniško posvečenje.
22. marca 1881 je bil imenovan za nadškofa Dunaja, 4. avgusta je bil potrjen in 28. avgusta 1881 je prejel škofovsko posvečenje.
10. novembra 1884 je bil povzdignjen v kardinala in 10. junija 1886 je bil ustoličen kot kardina-duhovnik S. Eusebio.